# Roncus grafittii
Roncus grafittii es una especie de arácnido del orden Pseudoscorpionida de la familia Neobisiidae.

## Distribución geográfica
Se encuentra en Cerdeña (Italia).